# 霍康·索朗边巴
霍康·索朗边巴（藏語：ཧོར་ཁང་བསོད་ནམས་དཔལ་འབར་，威利转写：hor khang bsod nams dpal 'bar，藏语拼音：Horkang Sönam Bäpar，1919年—1995年）藏族，西藏墨竹工卡人，西藏学者，西藏贵族霍康家族成员。

## 生平
索朗边巴出生于位于墨竹工卡的霍康家族庄园甲玛赤康，父亲为霍康家族的家长旺钦彭措，母亲则是来自另一西藏贵族擦绒家族的女儿。索朗边巴曾先后师从格西喜饶嘉措、格西曲吉扎巴、根敦群培等学习藏文、佛经等。1937年起，担任过糌楞、赛朗巴、宗本、警卫团如本等职。1947年前往昌都地区担任颇本。1951年中国人民解放军昌都战役胜利后，索朗边巴出任昌都地区人民解放委员会委员。回到拉萨后，他于1958年作为霍康家族继承人被授予三品扎萨头衔。
回到拉萨后，任西藏军区干部学校藏文教师，1959年出任西藏军区干部学校教导处处长，他还历任西藏自治区筹备委员会参事，西藏社会科学院研究员、民族研究所所长，西藏自治区政协副主席，西藏自治区人大常委会副主任等职。
索朗边巴曾帮助格西曲扎完成了《格西曲扎藏文辞典》木刻版。他还协助根敦群培撰写《白史》，后来又致力于对根敦群培的研究，编纂出版了《根敦群培著作集》（三卷本）。
1995年，索朗边巴在拉萨逝世。

## 家庭
- 子：霍康·强巴旦达